# ریکاردو رودریگز (بازیکن فوتبال)
ریکاردو ایوان رودریگز آرایا (اسپانیایی: Ricardo Iván Rodríguez Araya‎; ۲۵ اوت ۱۹۹۲) بازیکن فوتبال اهل سوئیس است که برای باشگاه تورینو بازی می‌کند.
وی همچنین در تیم ملی فوتبال سوئیس بازی کرده‌است.